# Finlands storområden
Finlands storområden (finska:  Suomen suuralueet) representerar NUTS  2-nivån (engelska: Nomenclature of Territorial Units for Statistics), utarbetad av EU:s statistikmyndighet Eurostat för statistiska ändamål.
Varje storområde består av landskap.

## Finlands indelning i storområden
Finland är indelat i följande fem storområden (NUTS-nivå 2):
| Storområde              | Kod  |
| Helsingfors-Nyland      | FI1B |
| Södra Finland           | FI1C |
| Västra Finland          | FI19 |
| Norra och Östra Finland | FI1D |
| Åland                   | FI20 |